# Kilcullen
Kilcullen (iriska: Cill Chuillinn) är en ort i republiken Irland.   Den ligger i grevskapet Kildare och provinsen Leinster, i den centrala delen av landet, 40 km sydväst om huvudstaden Dublin. Kilcullen ligger 113 meter över havet och antalet invånare är 3 473.
Terrängen runt Kilcullen är platt.Runt Kilcullen är det ganska glesbefolkat, med 28 invånare per kvadratkilometer. Närmaste större samhälle är Droichead Nua, 6,7 km nordväst om Kilcullen. Trakten runt Kilcullen består i huvudsak av gräsmarker.